# Diapterus
Diapterus là một chi trong họ Cá móm (mojarra).

## Các loài
- Diapterus auratus Ranzani, 1842 (Irish mojarra)
- Diapterus brevirostris (Sauvage, 1879)
- Diapterus peruvianus (G. Cuvier, 1830) (Peruvian mojarra)
- Diapterus rhombeus (G. Cuvier, 1829) (Caitipa mojarra)